# استاد

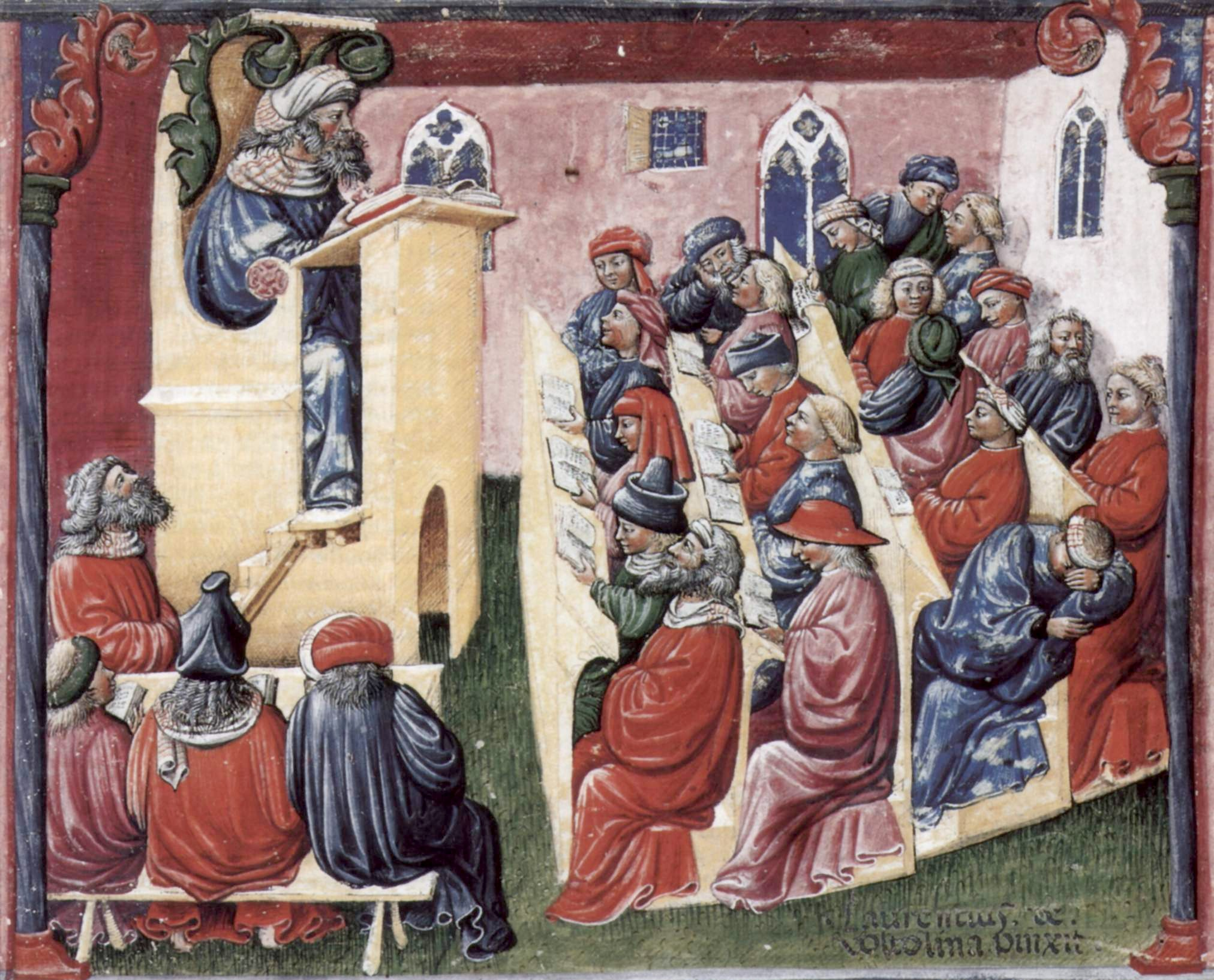
نقاشی از کلاس درس استاد یا پروفسور

استاد یا پروفسور (به انگلیسی: Professor) در بسیاری از کشورهای جهان به جز ایالات متحده آمریکا، یکی از درجات علمی برای اعضای هیئت علمی دانشگاهها و مراکز تحقیقاتی است که بالاترین درجهٔ علمی در بین مدرسان دانشگاه به‌شمار می‌آید.
در ایران مطابق با سیستم آموزشی دانشگاهی یک استاد در یک نظام ارتقای سلسله‌مراتبی، بالاتر از درجات مربی (Instructor)، استادیار (Assistant Professor) و دانشیار (Associate Professor) و پایین‌تر از رتبه استاد ممتاز (Academic tenure) قرار می‌گیرد. در آمریکا در بخش آموزش دانشگاهی، به استادیار و دانشیار و استاد ممتاز نیز پروفسور می‌گویند.
در برخی از موارد به کسانی‌که رتبه استادی را در دانشگاه دارند  «استاد تمام (Full Professor)» گفته می‌شود.
در آمریکا بر عکس کشورهای اروپایی و نیز ایران، پروفسوری نه به‌عنوان بالاترین درجهٔ علمی، بلکه به همهٔ اعضای کادر آموزشی در دبیرستان‌ها، کالج‌ها، دانشگاه‌ها، موسسات آموزش‌های فنی و مدارس پرستاری گفته می‌شود.